# 涅赫沃羅夏 (弗拉基米爾-沃倫斯基區)
50°44′58″N 24°30′14″E / 50.74944°N 24.50389°E
涅赫沃羅夏（烏克蘭語：Нехвороща），是烏克蘭西北部的村莊，隸屬沃倫州的沃洛德米爾區。該村始建於1450年，面積0.51平方公里，2001年人口239，人口密度每平方公里470人。